# Kubuntu
 (août 2023).
Kubuntu est un système d'exploitation libre de type GNU/Linux. C'est un projet visant à utiliser l'environnement graphique KDE à la place de Unity puis de Gnome au sein d'Ubuntu. Le projet Kubuntu est une distribution dérivée d'Ubuntu, car tous deux partagent exactement la même base, les mêmes logiciels, les mêmes dépôts APT, le même nom de code et le même cycle de développement.
Tout comme Ubuntu, Kubuntu se veut simple à installer, allant à l'essentiel, et détectant facilement les périphériques. En résumé, Kubuntu est à Ubuntu ce que KDE est à GNOME Shell.
Depuis avril 2004, Kubuntu était un projet officiel sponsorisé par la société Canonical Ltd.. Depuis avril 2012, Canonical ne soutient plus ce projet. La société allemande Blue Systems (en) GmbH endosse depuis lors le rôle de sponsor principal.

## Nom
Selon la FAQ du site du projet Kubuntu, le terme kubuntu est un mot signifiant « pour l'humanité » en bemba ; il est prononcé /kùbúntú/ (kou-BOUN-tou). Mais d'autres estiment plus logique d'y voir l'ajout du préfixe K (de KDE) au mot bantou ubuntu, signifiant « l'humanité aux autres ».

## Positionnement
La distribution Kubuntu veut proposer une alternative gratuite et open source aux systèmes d'exploitations Apple Mac OS X et Microsoft Windows.

Kubuntu se positionne comme un système moderne, convivial, et stable dédiée à un usage familial ou de bureau.

Dérivée d'Ubuntu, la distribution Kubuntu bénéficie intégralement du catalogue logiciel d'Ubuntu, et les logiciels tels que Firefox, VLC media player, ou la suite bureautique LibreOffice sont opérationnels dès l'installation du système.

## Historique des versions

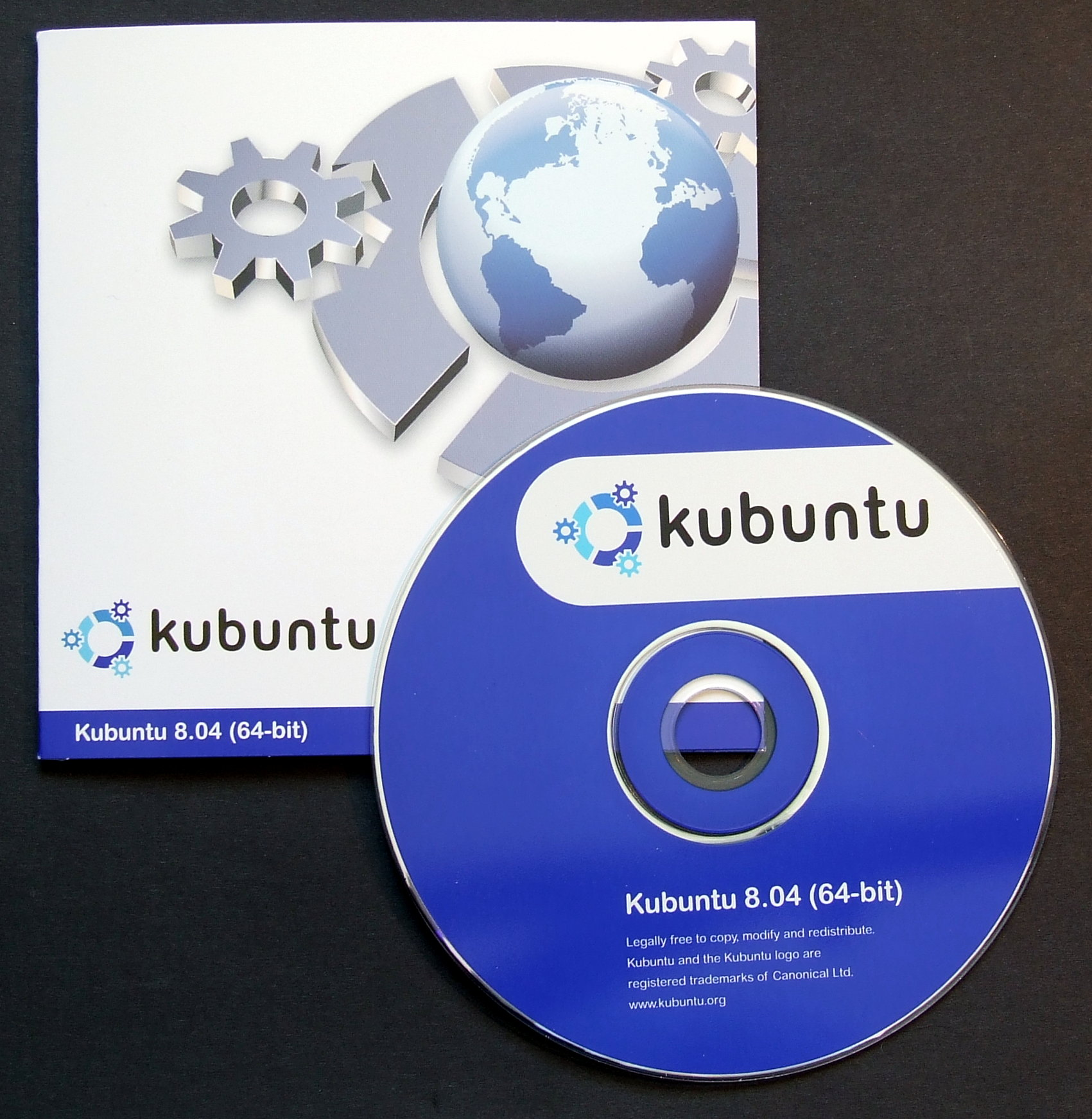
CD de Kubuntu 8.04 LTS Hardy Heron.

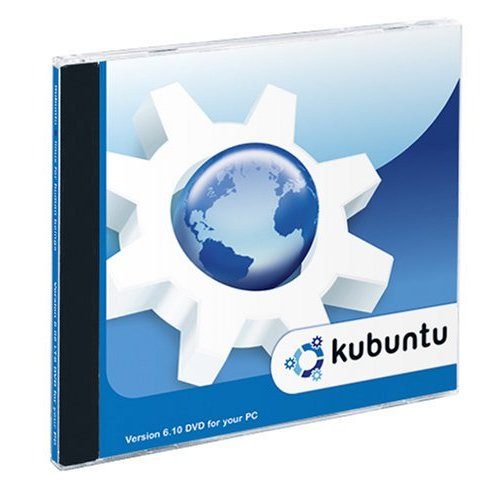
DVD de Kubuntu 6.10 Edgy Eft.

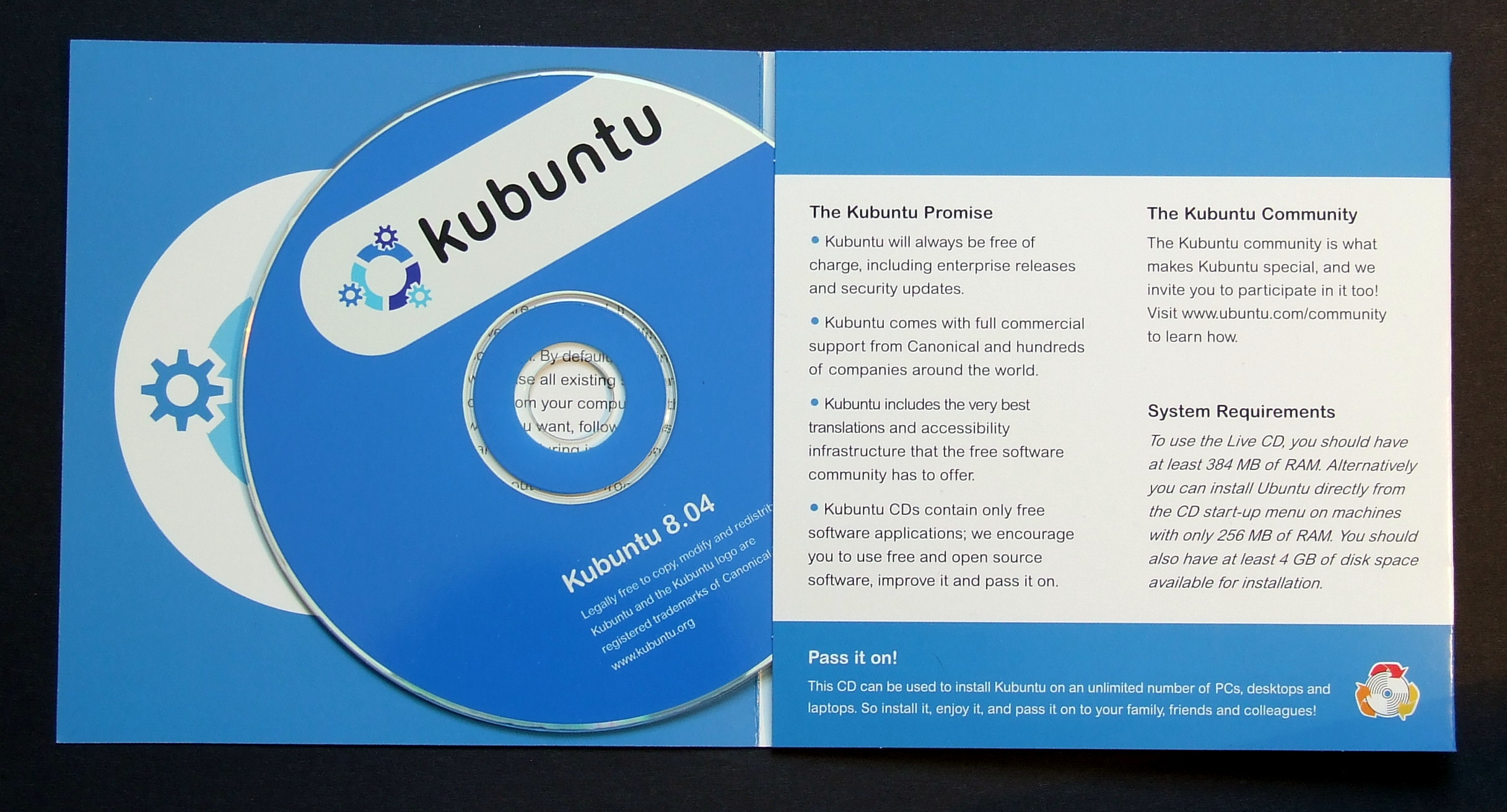
Autre CD de Kubuntu 8.04 LTS Hardy Heron.

Les versions de (K)ubuntu sont formées comme suit : année.mois selon la date de sortie. La version 5.04 était sortie en avril 2005, la version 6.06 en juin 2006.
La première version, la 5.04 The Hoary Hedgehog, a été rendue disponible le 8 avril 2005. Elle intègre KDE 3.4, une gestion des périphériques externes (clé USB, disque externe…), une nouvelle version de la suite bureautique OpenOffice.org, un lecteur vidéo (Kaffeine), un lecteur audio (Amarok), une gestion du support des normes Wi-Fi 802.11, avec la possibilité de choisir entre plusieurs configurations simultanées, le tout étant toujours basé sur une distribution Debian à l'origine.
La version 6.06 LTS (au nom de code Dapper Drake), est sortie le 1er juin 2006, au lieu du 20 avril 2006, comme initialement prévu. Elle inclut KDE 3.5.2. Elle met fin à un premier cycle de développement de deux ans. Elle est également la première version de Kubuntu à être disponible en CD gratuit sur le service de distribution de CD gratuits ShipIt.
La version  baptisée Hardy Heron, confrontée au dilemme de la sortie récente et très attendue de KDE 4.0, est sortie le 24 avril 2008 en deux versions : l'une avec KDE 3.5.9 ; l'autre en mode expérimental avec KDE 4.0.3. Pour cette raison, Kubuntu 8.04 n'est pas une LTS (Long Term Support, « support à long terme »). Elle est également la première des versions de Kubuntu à proposer l'activation des effets 3D du bureau par une interface graphique très proche de celle disponible sur Gnome.
La version baptisée Intrepid Ibex est parue le 24 octobre 2008 sous le numéro 8.10. Entre autres améliorations : une gestionnaire de réseau beaucoup plus robuste (permettant de créer et de gérer des connexions 3G), la possibilité d'ouvrir une session « invité » qui permet de prêter sa machine sans risque, et au niveau confidentialité un répertoire privé (~/private) et chiffré.
La version baptisée Lucid Lynx est sortie le 29 avril 2010. Kubuntu 10.04 est la première LTS (Long Term Support, « support à long terme ») avec KDE Plasma (version 4.x). Elle porte le numéro de version 10.04.
| Couleur | Signification          |
| ------- | ---------------------- |
| Rouge   | Version plus supportée |
| Jaune   | Version supportée      |
| Vert    | Version actuelle       |
| Bleu    | Version à venir        |

| No | Version   | Nom de code       | Nom de test | Version de KDE            | Date de publication | Date de fin d’assistance technique                                                        |
| -- | --------- | ----------------- | ----------- | ------------------------- | ------------------- | ----------------------------------------------------------------------------------------- |
| 1  | 5.04      | Hoary Hedgehog    | Array       | 3.4                       | 8 avril 2005        | octobre 2006                                                                              |
| 2  | 5.10      | Breezy Badger     | Colony      | 3.4.3                     | 13 octobre 2005     | avril 2007                                                                                |
| 3  | 6.06 LTS  | Dapper Drake      | Flight      | 3.5.2                     | 1er juin 2006       | juin 2009                                                                                 |
| 4  | 6.10      | Edgy Eft          | Knot        | 3.5.5                     | 26 octobre 2006     | avril 2008                                                                                |
| 5  | 7.04      | Feisty Fawn       | Herd        | 3.5.6                     | 19 avril 2007       | octobre 2008                                                                              |
| 6  | 7.10      | Gutsy Gibbon      | Tribe       | 3.5.7                     | 18 octobre 2007     | avril 2009                                                                                |
| 7  | 8.04      | Hardy Heron       | Alpha       | 3.5.9 ou 4.0.3            | 24 avril 2008       | octobre 2009                                                                              |
| 8  | 8.10      | Intrepid Ibex     | Alpha       | 4.1.2                     | 30 octobre 2008     | avril 2010                                                                                |
| 9  | 9.04      | Jaunty Jackalope  | Alpha       | 4.2.2                     | 23 avril 2009       | octobre 2010                                                                              |
| 10 | 9.10      | Karmic Koala      | Alpha       | 4.3.2                     | 29 octobre 2009     | avril 2011                                                                                |
| 11 | 10.04 LTS | Lucid Lynx        | Alpha       | 4.4.2                     | 29 avril 2010       | avril 2013                                                                                |
| 12 | 10.10     | Maverick Meerkat  | Alpha       | 4.5.1                     | 10 octobre 2010     | avril 2012                                                                                |
| 13 | 11.04     | Natty Narwhal     | Alpha       | 4.6.2                     | 28 avril 2011       | octobre 2012                                                                              |
| 14 | 11.10     | Oneiric Ocelot    | Alpha       | 4.7.1                     | 13 octobre 2011     | avril 2013                                                                                |
| 15 | 12.04 LTS | Precise Pangolin  | Alpha       | 4.8.5                     | 26 avril 2012       | avril 2017                                                                                |
| 16 | 12.10     | Quantal Quetzal   | Alpha       | 4.9.2                     | 18 octobre 2012     | avril 2014                                                                                |
| 17 | 13.04     | Raring Ringtail   | Alpha       | 4.10.2                    | 25 avril 2013       | janvier 2014                                                                              |
| 18 | 13.10     | Saucy Salamander  | Alpha       | 4.11.2                    | 17 octobre 2013     | juillet 2014                                                                              |
| 19 | 14.04 LTS | Trusty Tahr       | Alpha       | 4.13.0                    | 17 avril 2014       | Support étendu : avril 2022                                                               |
| 20 | 14.10     | Utopic Unicorn    | Alpha       | 4.14.1 (plasma 5 en test) | 23 octobre 2014     | juillet 2015                                                                              |
| 21 | 15.04     | Vivid Vervet      | Alpha       | 5.2.2                     | 23 avril 2015       | janvier 2016                                                                              |
| 22 | 15.10     | Wily Werewolf     | Alpha       | 5.4.2                     | 22 octobre 2015     | juillet 2016                                                                              |
| 23 | 16.04 LTS | Xenial Xerus      | Alpha       | 5.5                       | 21 avril 2016       | Support étendu : avril 2024                                                               |
| 24 | 16.10     | Yakkety Yak       | Alpha       | 5.7                       | 13 octobre 2016     | juillet 2017                                                                              |
| 25 | 17.04     | Zesty Zapus       | Alpha       | 5.9                       | 13 avril 2017       | janvier 2018                                                                              |
| 26 | 17.10     | Artful Aardvark   | Alpha       | 5.10                      | 19 octobre 2017     | juillet 2018                                                                              |
| 27 | 18.04 LTS | Bionic Beaver     | Alpha       | 5.12                      | 26 avril 2018       | Support complet : avril 2020 , Support standard : juin 2023 , Support étendu : avril 2028 |
| 28 | 18.10     | Cosmic Cuttlefish | Alpha       | 5.13                      | 17 octobre 2018     | juillet 2019                                                                              |
| 29 | 19.04     | Disco Dingo       | Alpha       | 5.15                      | 18 avril 2019       | janvier 2020                                                                              |
| 30 | 19.10     | Eoan Ermine       | Beta        | 5.16                      | 17 octobre 2019     | juillet 2020                                                                              |
| 31 | 20.04 LTS | Focal Fossa       |             | 5.18                      | 23 avril 2020       | Support standard : mai 2025 Support étendu : 2030                                         |
| 32 | 20.10     | Groovy Gorilla    |             | 5.19                      | 22 octobre 2020     | juillet 2021                                                                              |
| 33 | 21.04     | Hirsute Hippo     |             | 5.21                      | 22 avril 2021       | janvier 2022                                                                              |
| 34 | 21.10     | Impish Indri      |             | 5.22.5                    | 15 octobre 2021     | avril 2022                                                                                |
| 35 | 22.04 LTS | Jammy Jellyfish   |             | 5.24                      | 21 avril 2022       | Support complet : avril 2025 Support standard : 2028 Support étendu : 2032                |
| 36 | 22.10     | Kinetic Kudu      |             | 5.25                      | 20 octobre 2022     | Support complet : 20 juillet 2023                                                         |
| 37 | 23.04     | Lunar Lobster     |             | 5.27                      | 20 avril 2023       | janvier 2024                                                                              |
| 38 | 23.10     | Mantic Minotaur   |             | 5.27.8                    | 17 octobre 2023     | juillet 2024                                                                              |
| 39 | 24.04 LTS | Noble Numbat      |             | 5.27.11                   | 25 avril 2024       | avril 2027                                                                                |
| 40 | 24.10     | Oracular Oriole   |             | 6.1.5                     | 10 octobre 2024     | 10 juillet 2025                                                                           |
| 41 | 25.04     | Plucky Puffin     |             | 6.3.4                     | 17 avril 2025       | janvier 2026                                                                              |

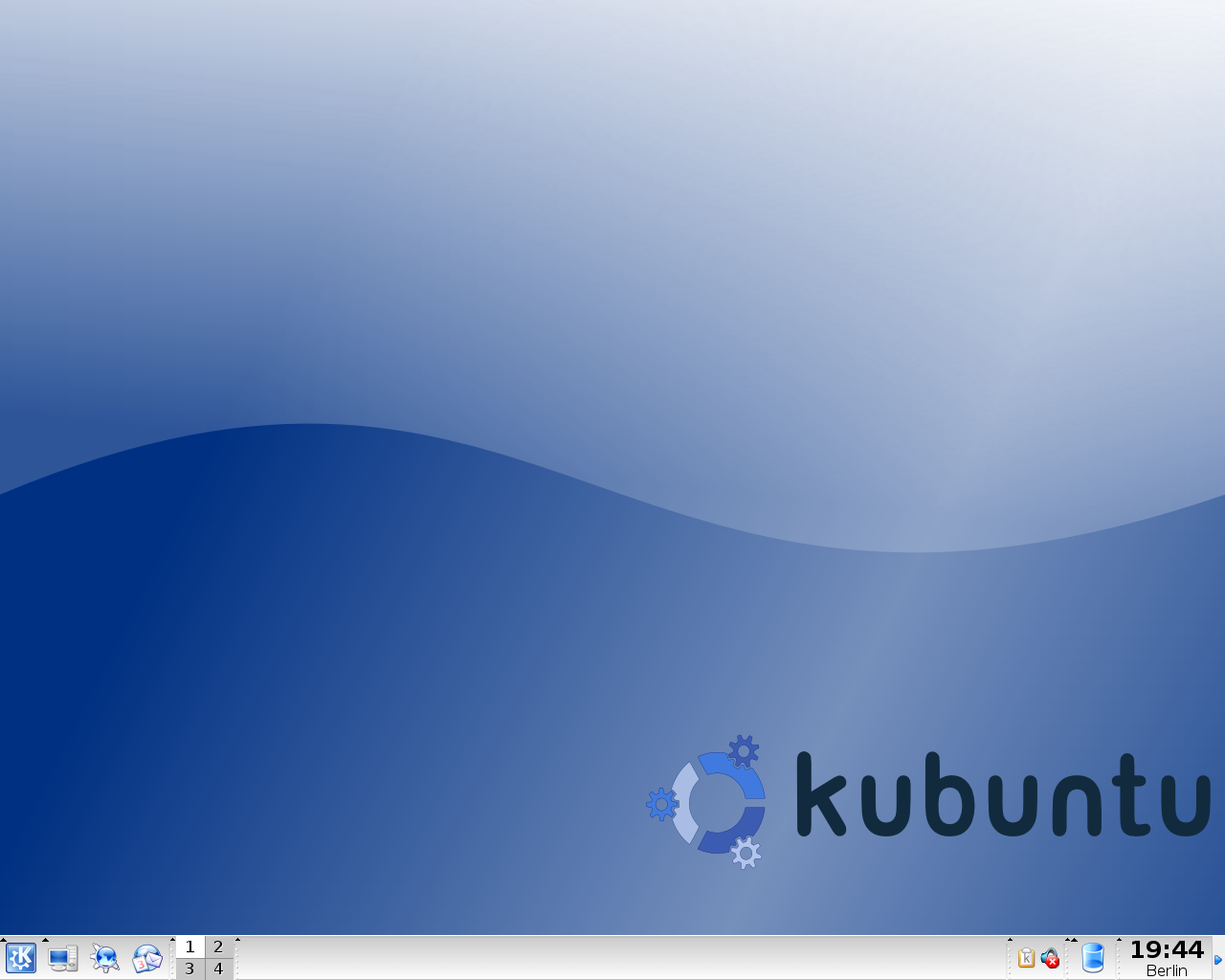
Kubuntu 5.04
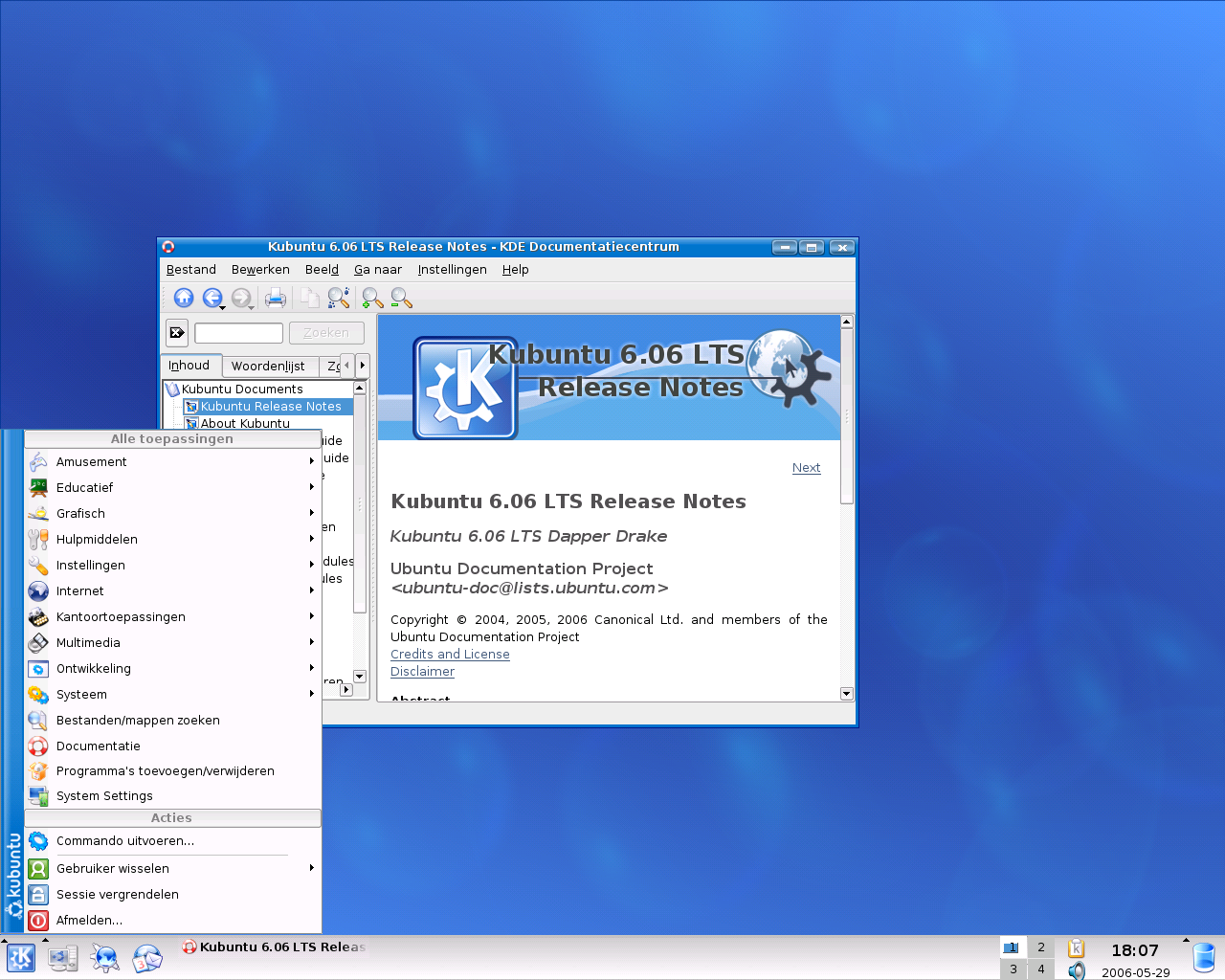
Kubuntu 6.06 LTS
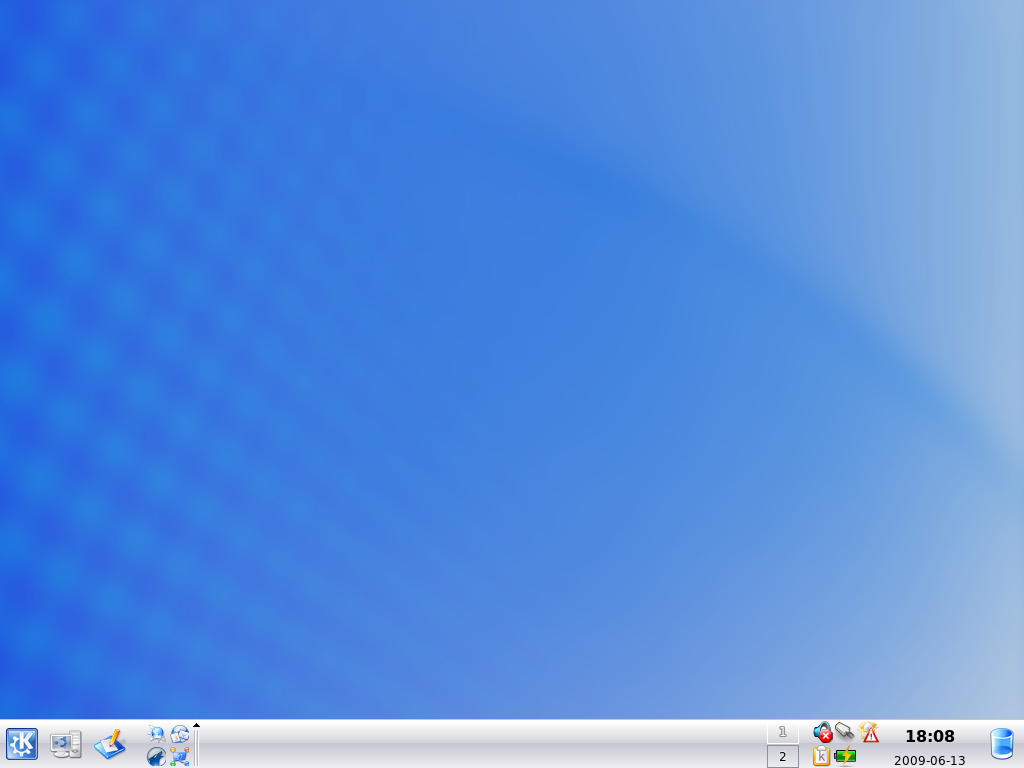
Kubuntu 8.04
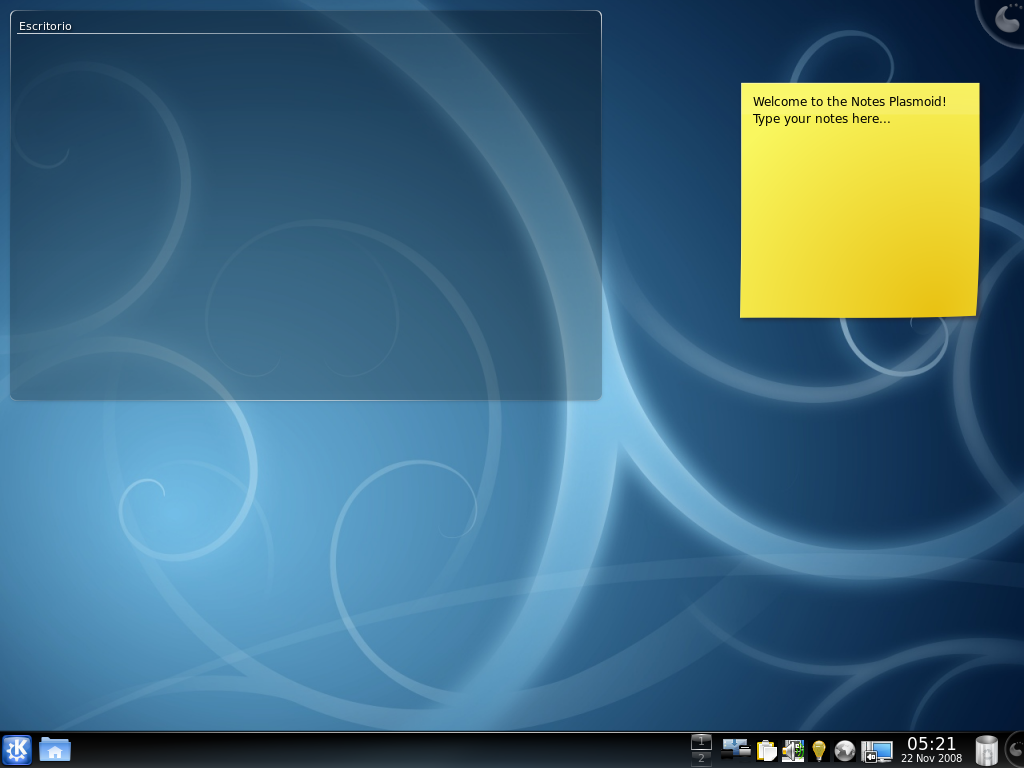
Kubuntu 8.10
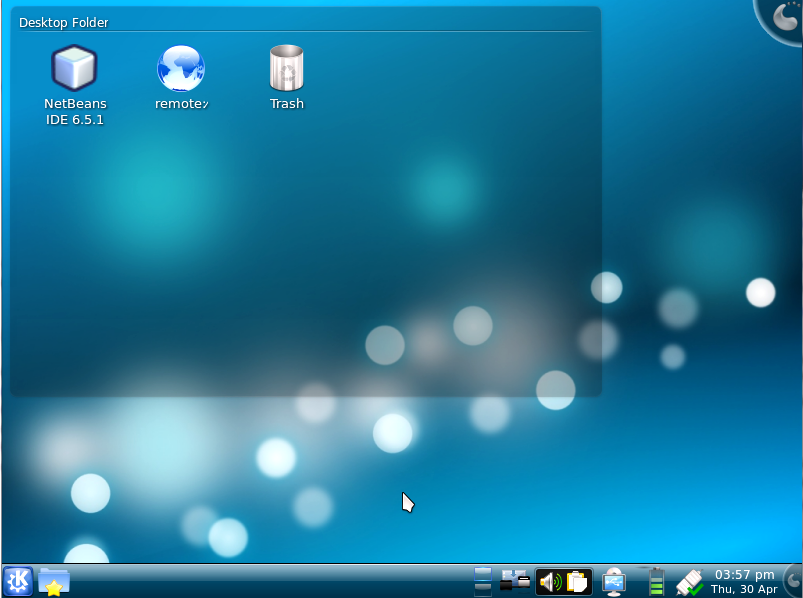
Kubuntu 9.04
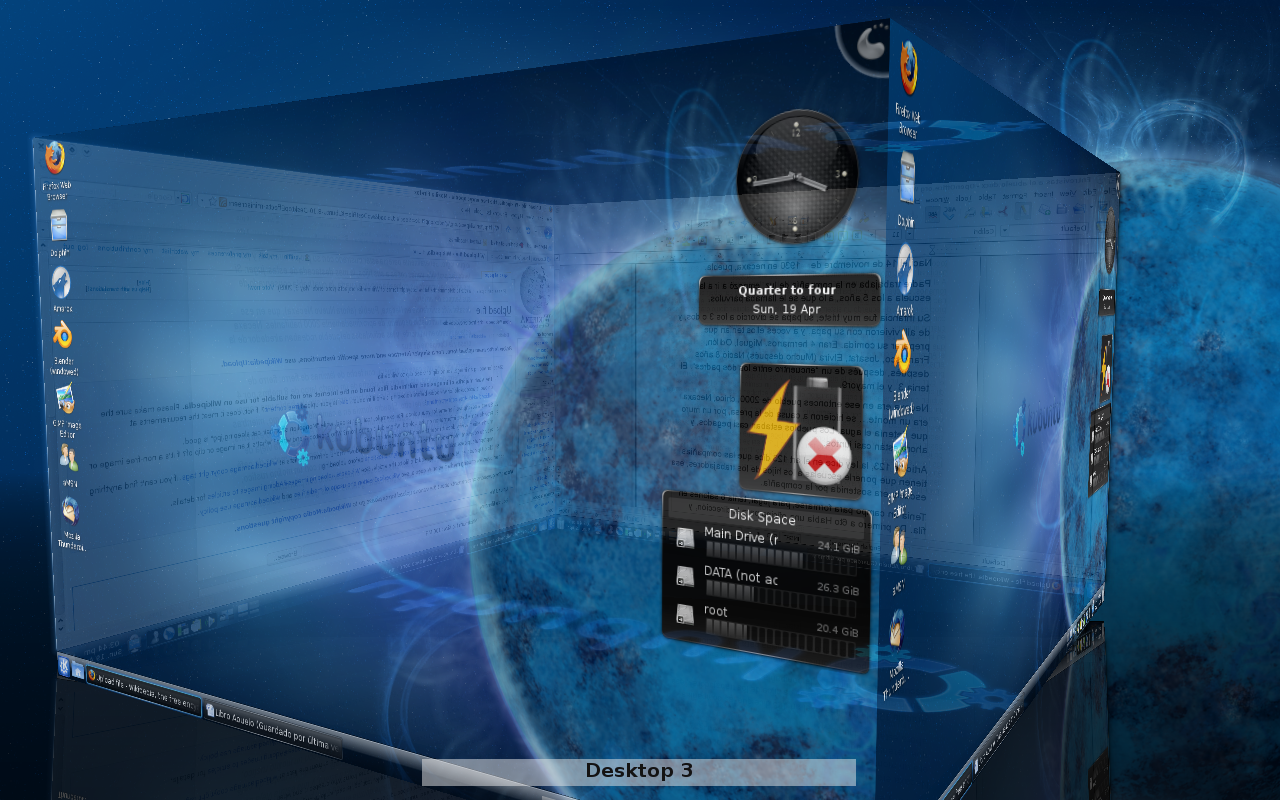
Kubuntu 9.04, démontrant quelques-unes de ses capacités d'effets 3D.
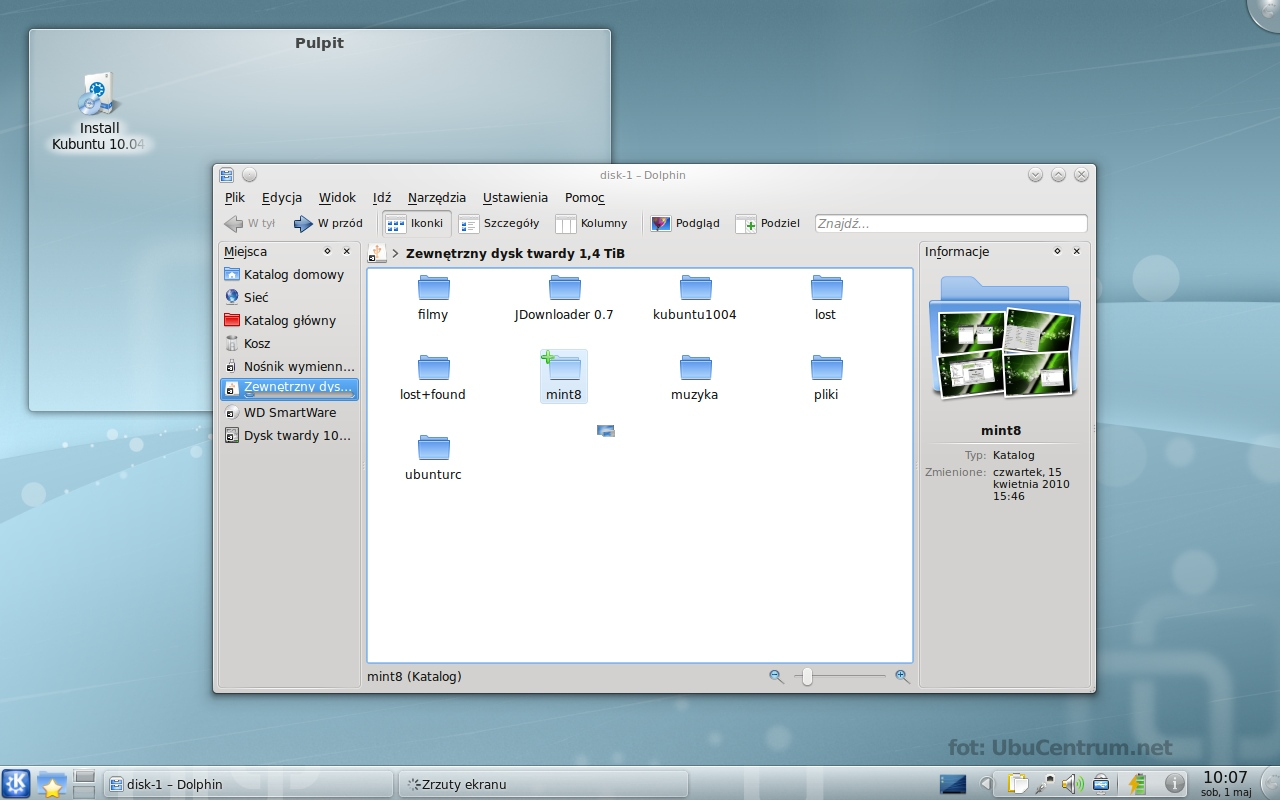
Kubuntu 10.04 LTS
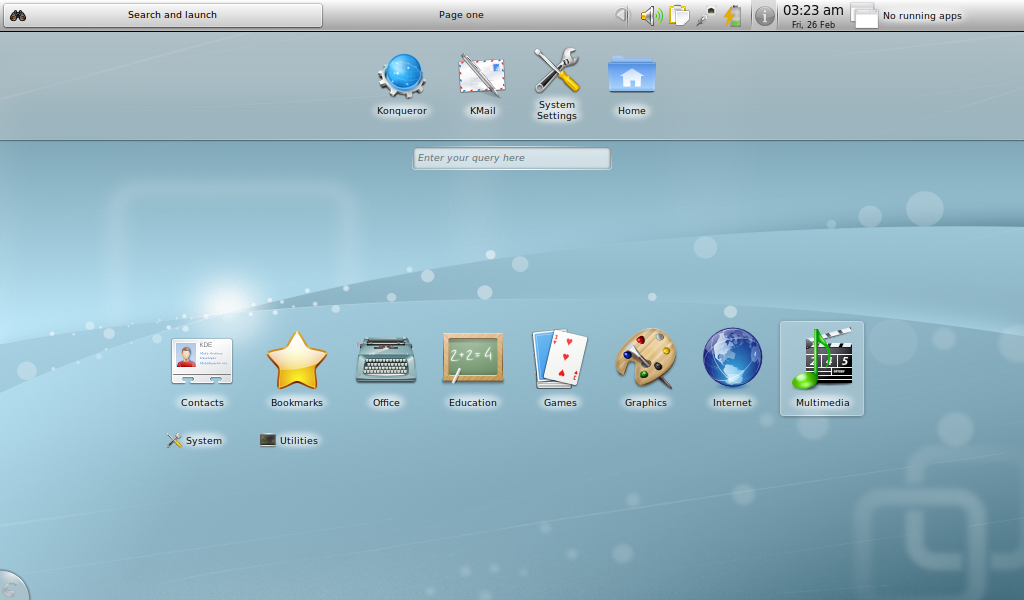
Kubuntu 10.04 LTS Netbook Edition.
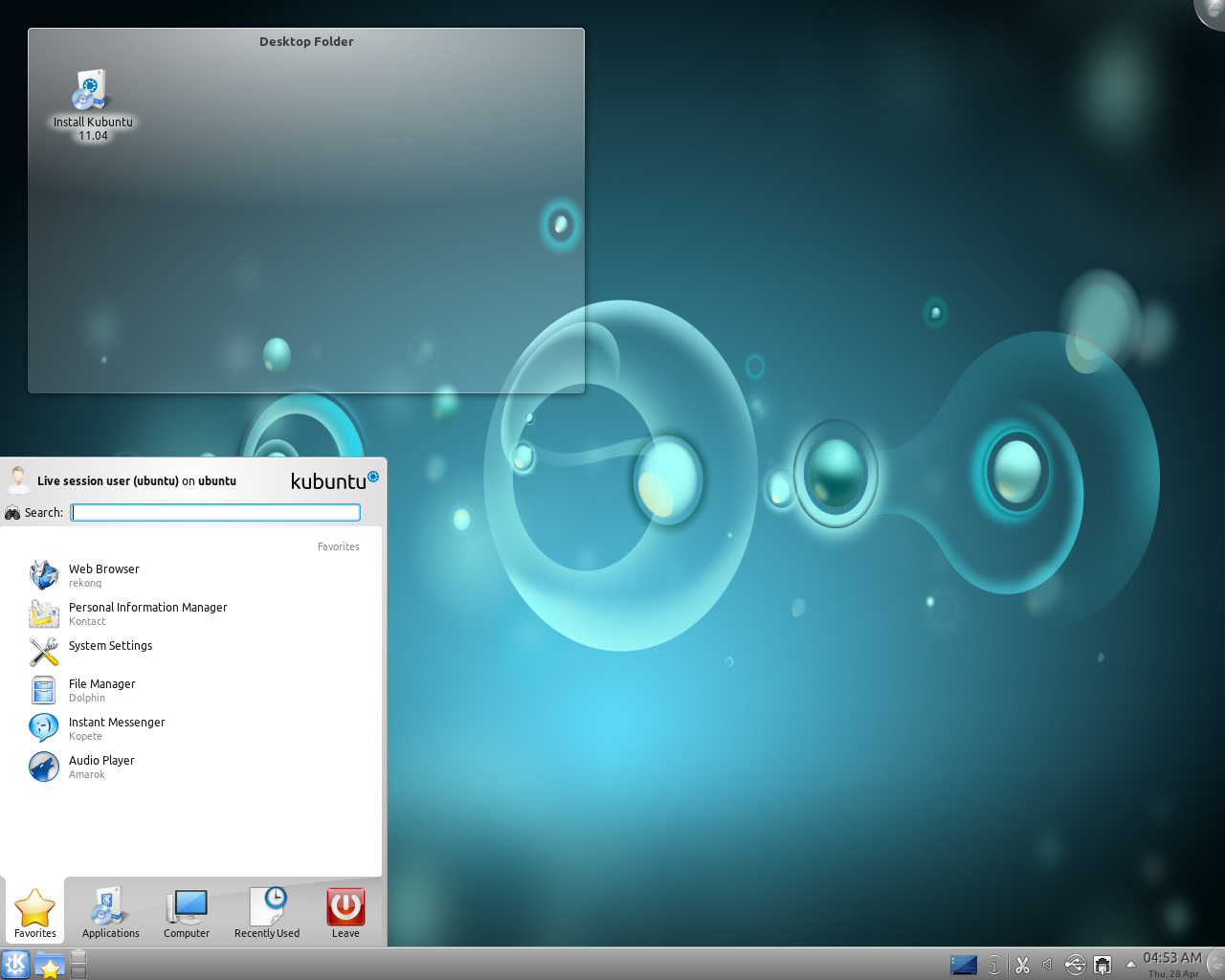
Kubuntu 11.04
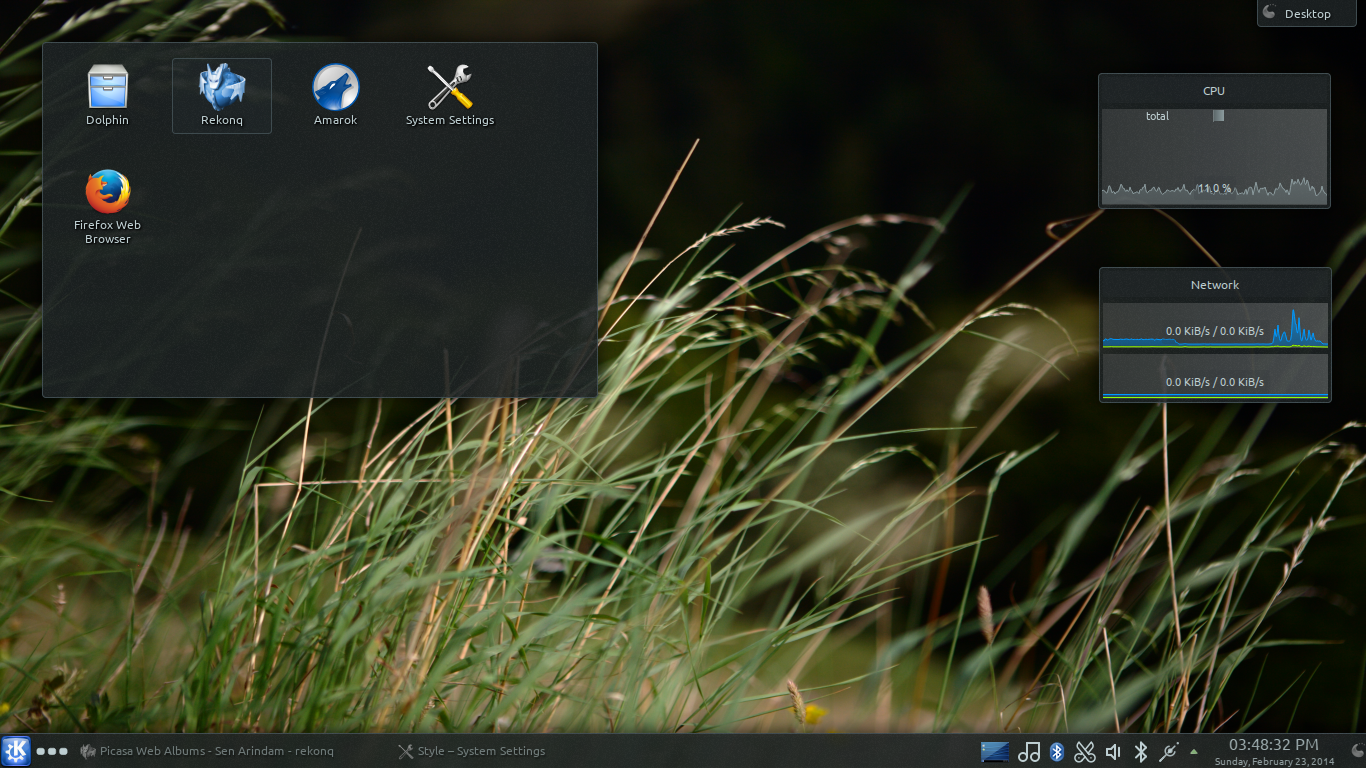
Kubuntu 13.10
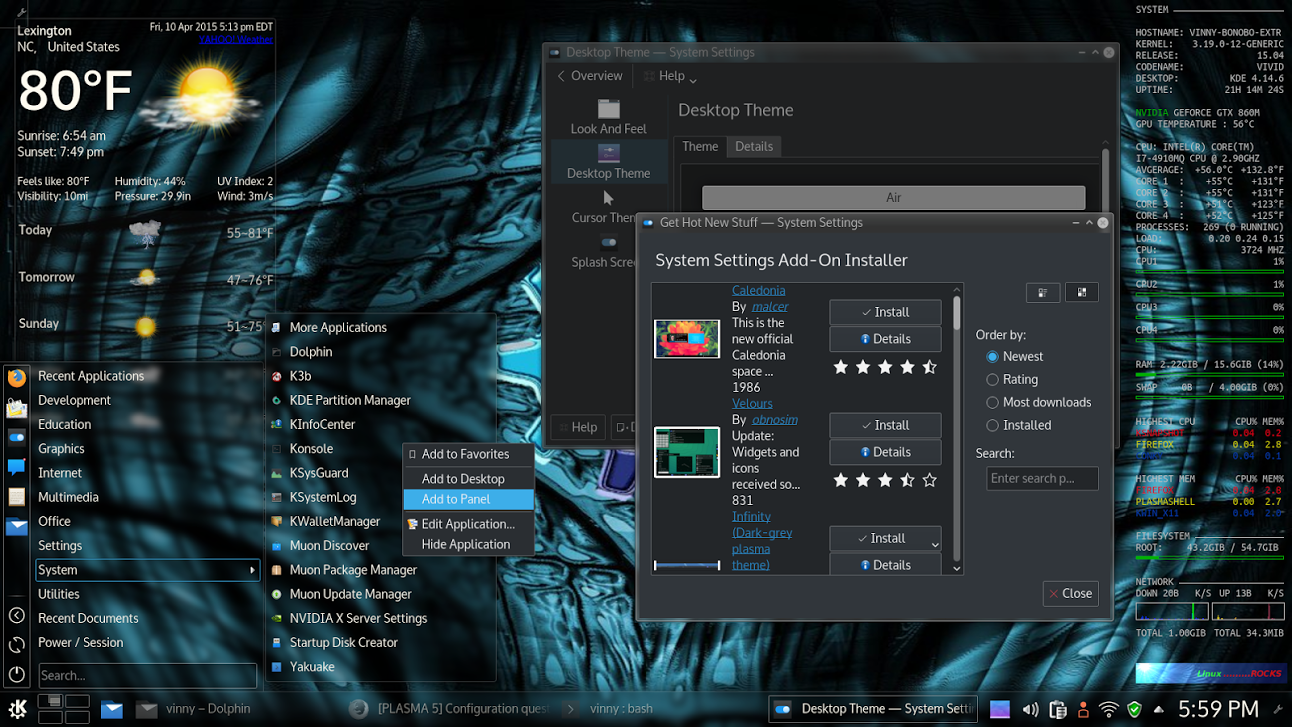
Kubuntu 15.04, avec un thème sombre.
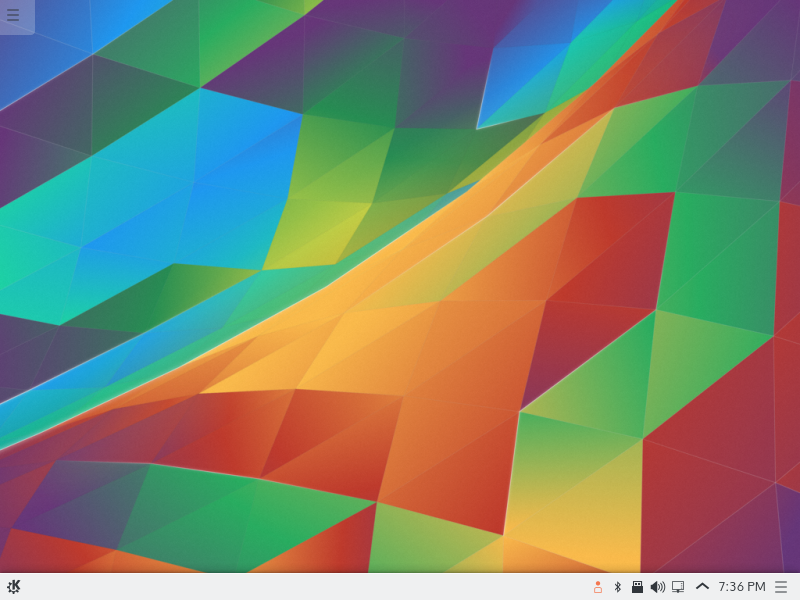
Kubuntu 15.10
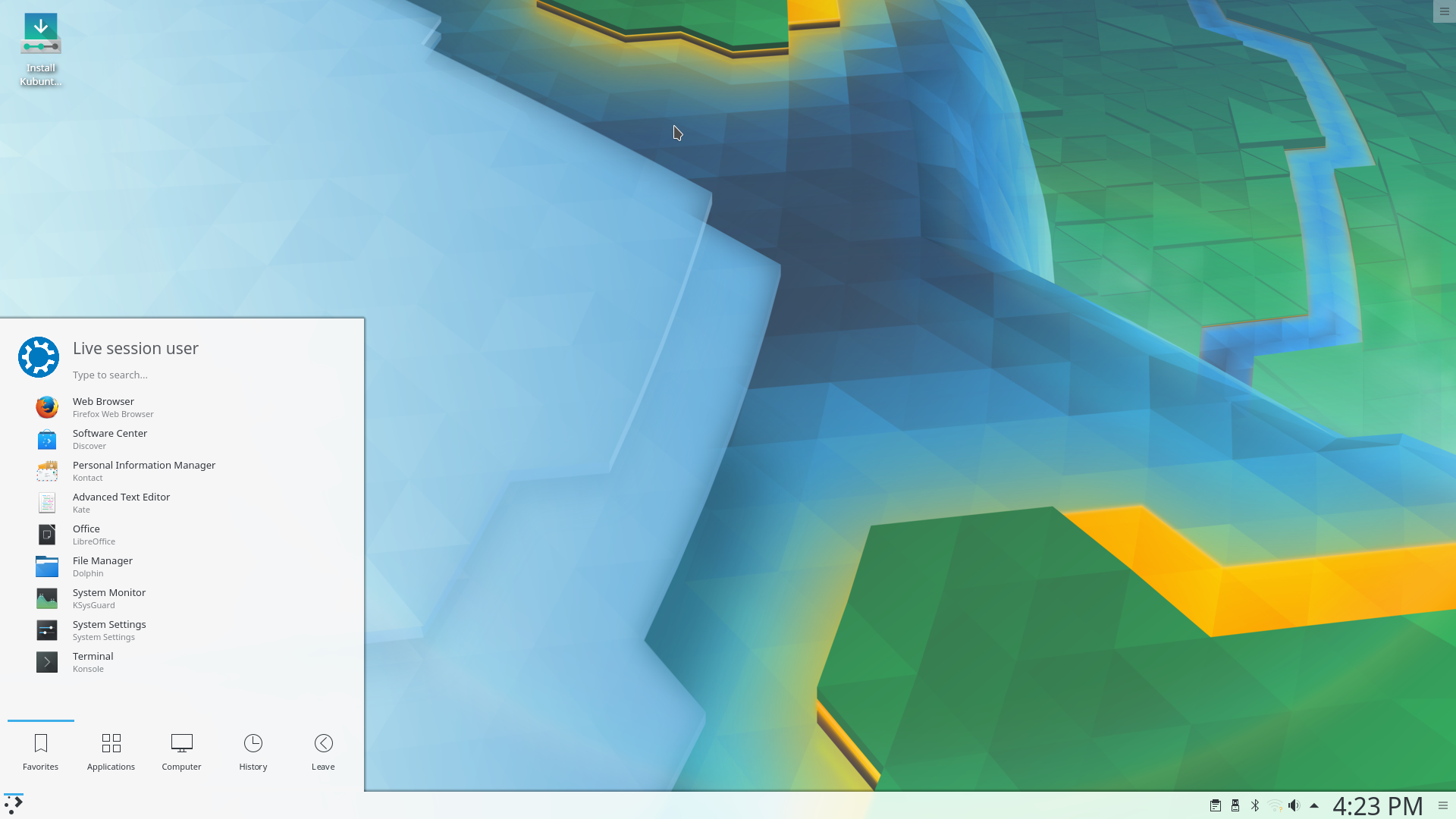
Kubuntu 17.10
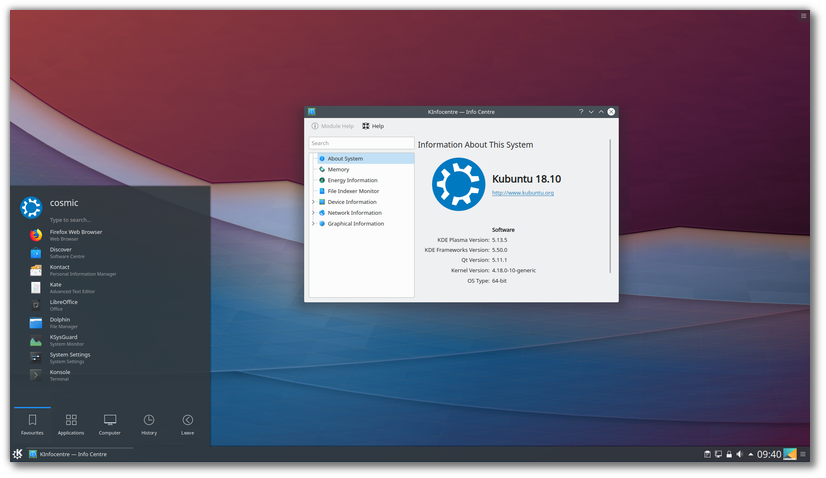
Kubuntu 18.10
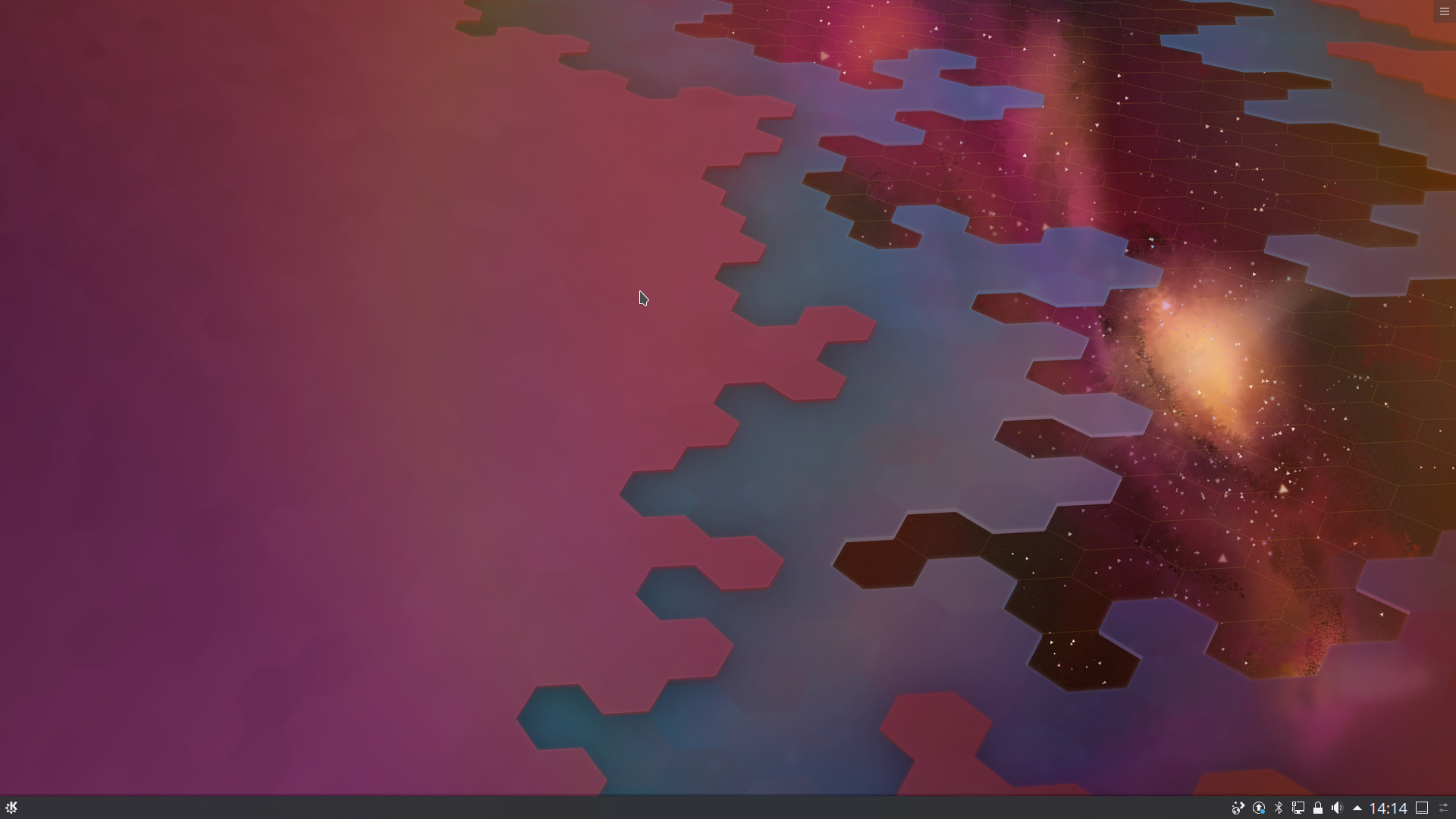
Kubuntu 19.04
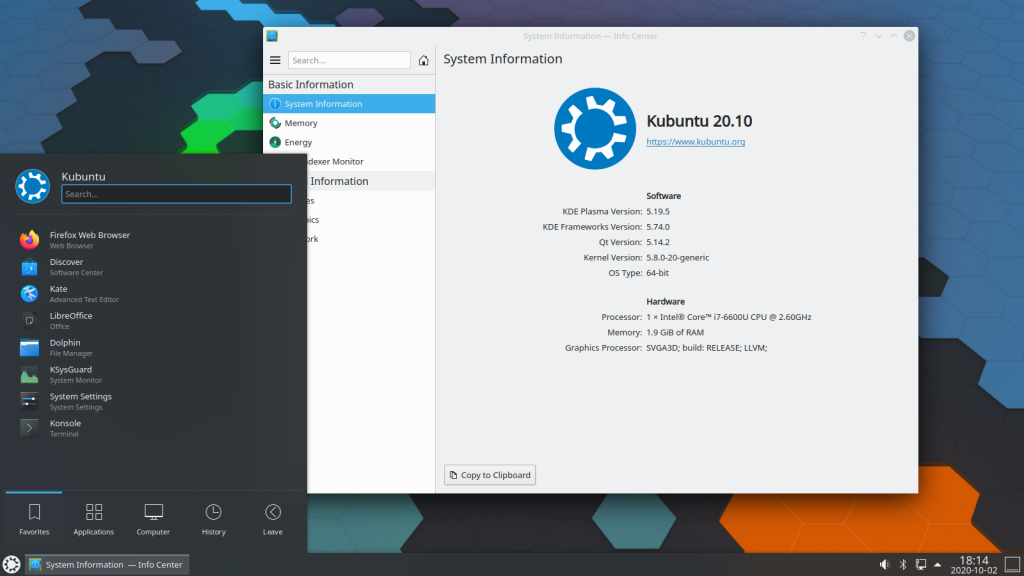
Kubuntu 20.10
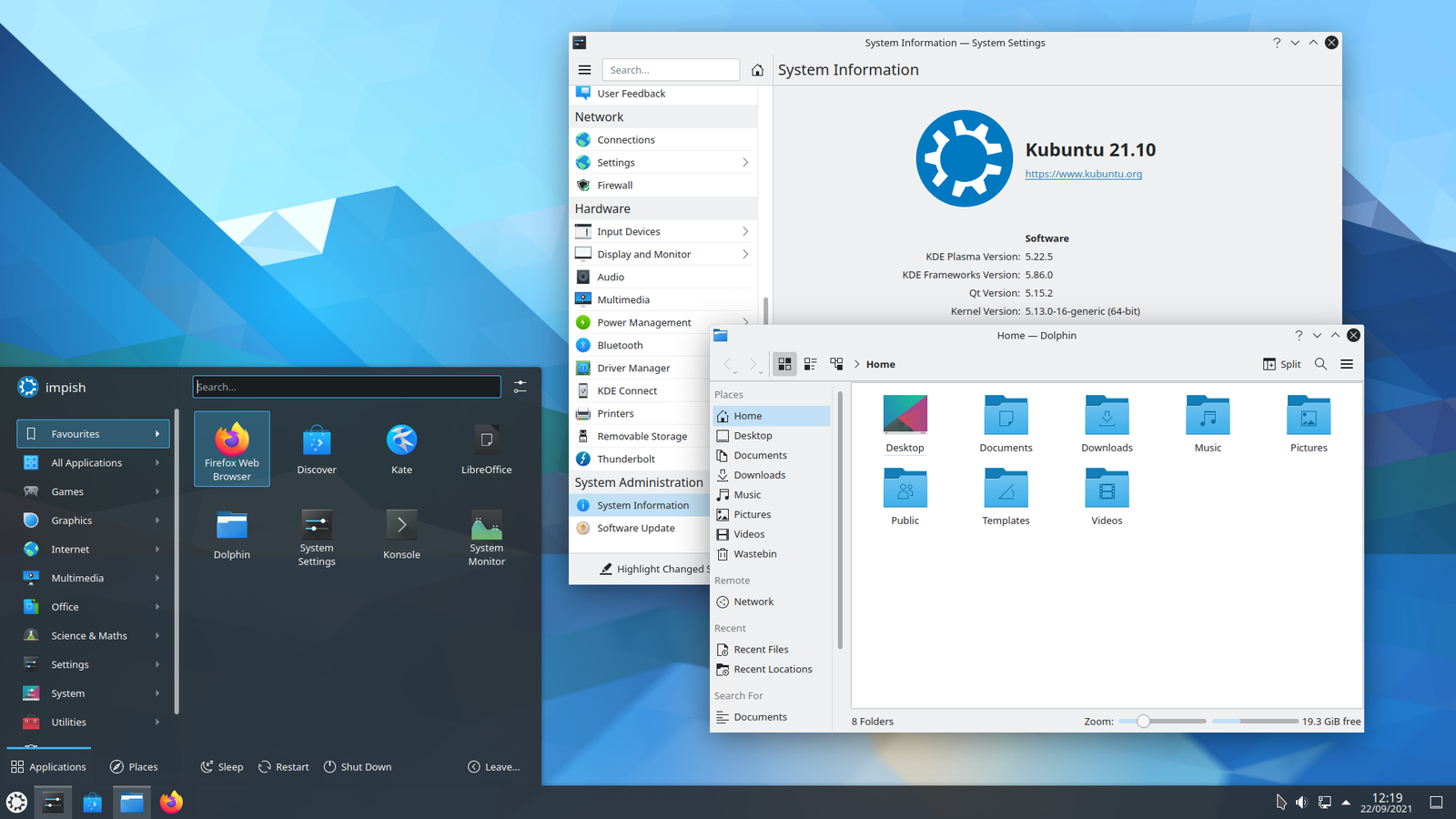
Kubuntu 21.10
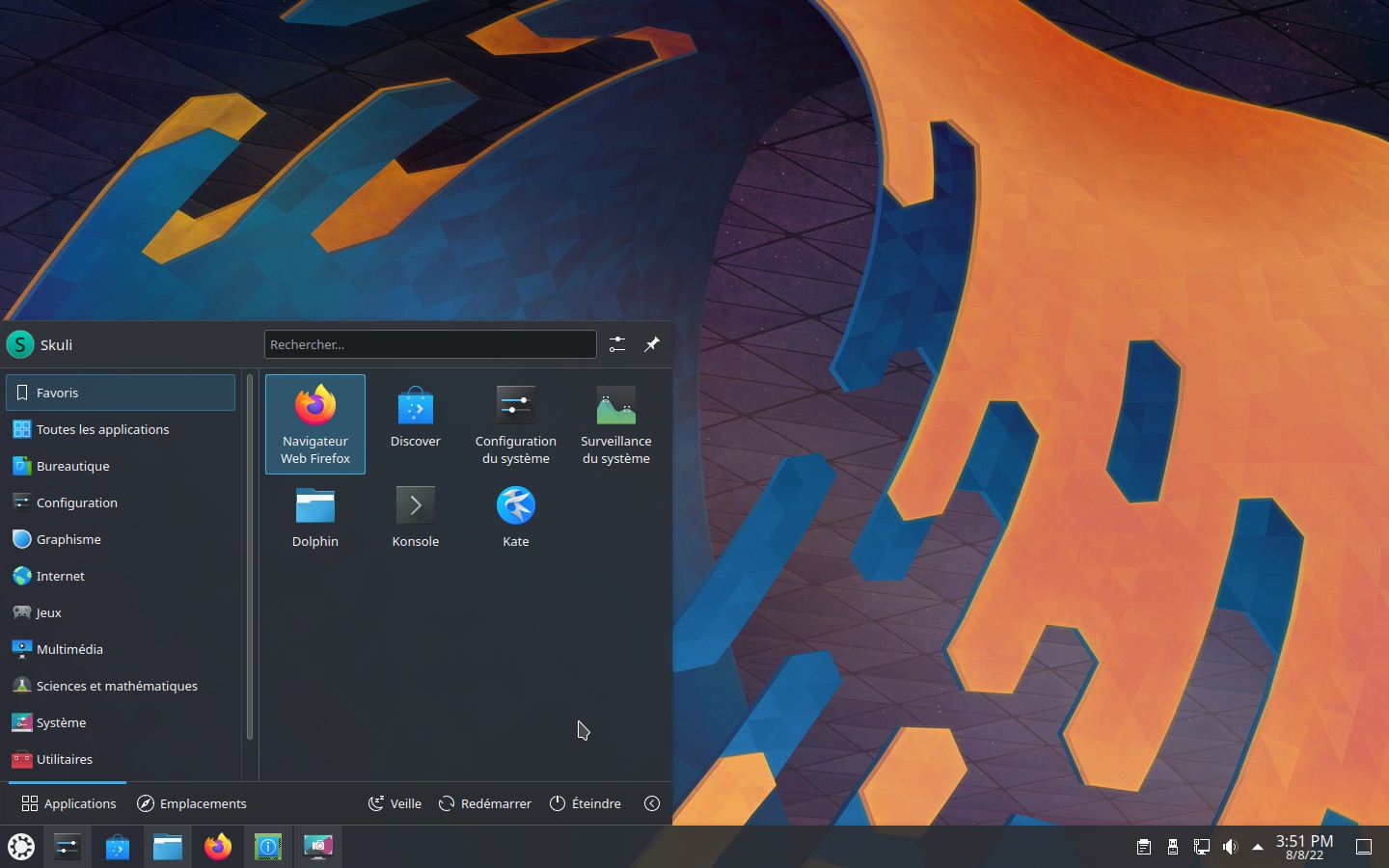
Kubuntu 22.04 LTS (fr)
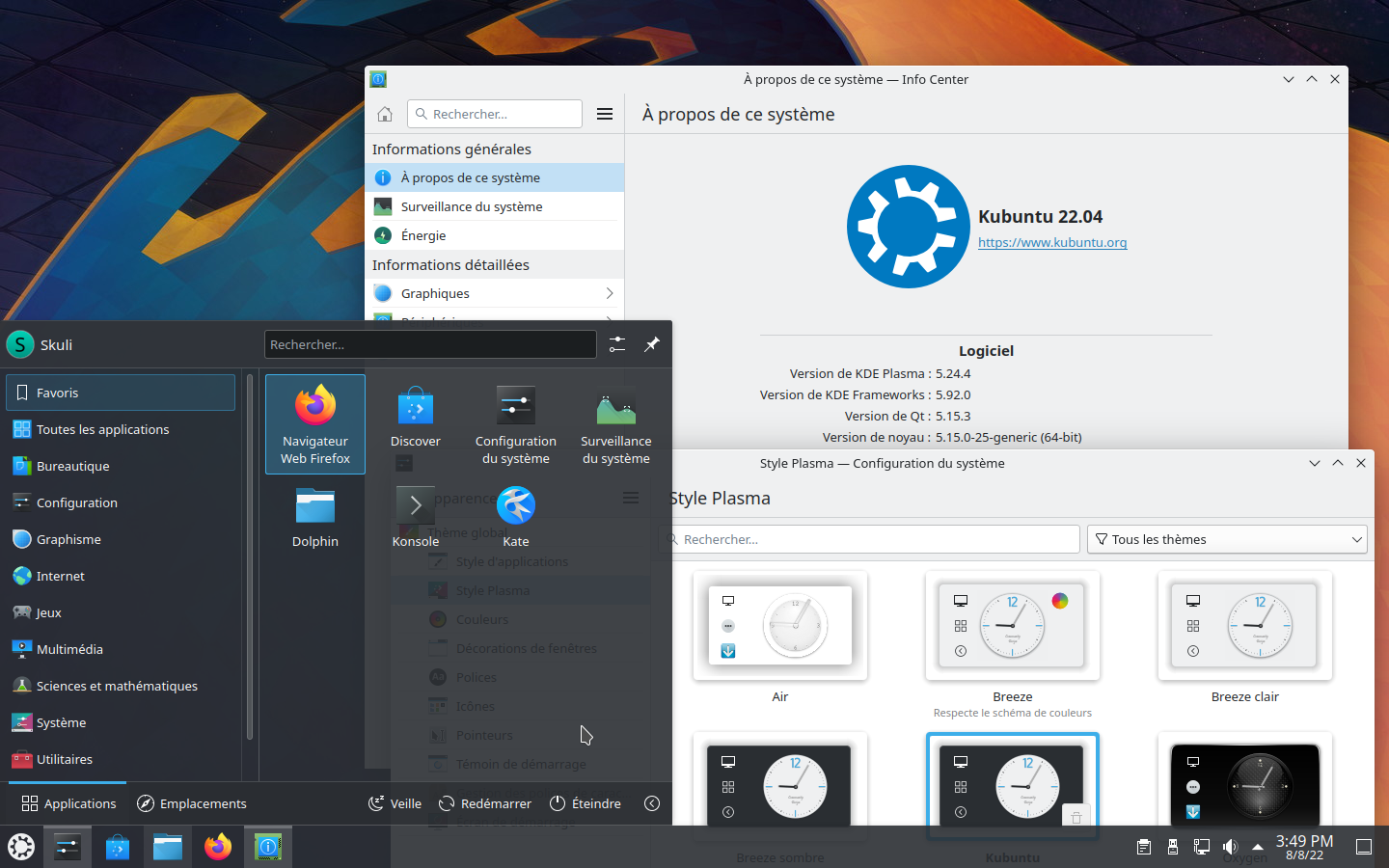
Kubuntu 22.04 LTS (fr)

## Prérequis systèmes
En 2018, pour pouvoir utiliser Kubuntu 18.04 avec son environnement graphique KDE, vous avez besoin au minimum d'un processeur cadencé à 2Ghz, de 2 Go de mémoire RAM, d'un disque dur d'une capacité de 25 Go, vous devez posséder une carte vidéo compatible VGA d'une résolution minimale de 1024x768.
Vous avez aussi besoin d'un lecteur CD ou d'un port USB pour l'installation et l'utilisation d'une carte réseau.